# 黑鰭緣硬皮蝦虎
黑鰭緣硬皮蝦虎（学名：Callogobius nigromarginatus），又名黑鰭緣美鰕虎魚，为辐鳍鱼纲鰕虎魚目鰕虎魚科硬皮鰕虎魚屬下的一个种，該物種主要分佈於台灣島，棲息深度為0米至4米。